# قائمة الأفلام المصرية سنة 2002
هذه قائمة بالأفلام المصرية لعام 2002 مُرتبة أبجديًّا.
| اسم الفيلم           | إخراج           | بطولة                                                 | ملاحظات |
| -------------------- | --------------- | ----------------------------------------------------- | ------- |
| أمير الظلام          | رامي إمام       | عادل إمام - شيرين سيف النصر - يوسف داوود              |         |
| اختفاء جعفر المصري   | عادل الأعصر     | نور الشريف - حسين فهمي - رغدة                         |         |
| الرغبة               | علي بدرخان      | نادية الجندي - إلهام شاهين - ياسر جلال                |         |
| العشق والدم          | أشرف فهمي       | شريهان - فاروق الفيشاوي - محمد رياض - سهير المرشدي    |         |
| اللمبي               | وائل إحسان      | محمد سعد - حلا شيحة - عبلة كامل - حسن حسني            |         |
| النعامة والطاووس     | محمد أبو سيف    | لبلبة - مصطفى شعبان - بسمة                            |         |
| بركان الغضب          | مازن الجبلي     | تامر هجرس - فرح                                       |         |
| تايه في أمريكا       | رافي جرجس       | خالد النبوي - حلا شيحة - محمد لطفي                    |         |
| حرامية في كي جي تو   | ساندرا نشأت     | كريم عبد العزيز - حنان ترك - ماجد الكدواني - مها عمار |         |
| خلي الدماغ صاحي      | محمد أبو سيف    | مصطفى شعبان - سامي العدل - داليا مصطفى                |         |
| رحلة مشبوهة          | أحمد يحيى       | محمود عبد العزيز - وفاء عامر                          |         |
| سحر العيون           | فخر الدين نجيدة | عامر منيب - نيللي كريم - محمد لطفي - حلا شيحة         |         |
| شباب على الهوا       | عادل عوض        | أحمد الفيشاوي - حنان ترك - نيللي كريم - أحمد رزق      |         |
| صاحب صاحبه           | سعيد حامد       | محمد هنيدي - أشرف عبد الباقي                          |         |
| صيد الحيتان          | علي عبد الخالق  | إلهام شاهين - فاروق الفيشاوي - تيسير فهمي             |         |
| عودة مدرسة المشاغبين | جمال التابعي    | أمير شاهين - شمس - علاء مرسي - ماهر عصام              |         |
| فلاح في الكونجرس     | فهمي الشرقاوي   | شعبان عبد الرحيم                                      |         |
| قلب جريء             | محمد النجار     | مصطفى قمر - ياسمين عبد العزيز                         |         |
| كذلك في الزمالك      | أحمد عواض       | حسين الإمام - محمد لطفي                               |         |
| مافيا                | شريف عرفة       | أحمد السقا - منى زكي - أحمد رزق - مصطفى شعبان         |         |
| محامي خلع            | محمد ياسين      | هاني رمزي - داليا البحيري - علا غانم                  |         |
| معالي الوزير         | سمير سيف        | أحمد زكي - هشام عبد الحميد                            |         |
| هو فيه إيه           | شريف مندور      | محمد فؤاد - أحمد آدم                                  |         |